# 22942 Alexacourtis
22942 Alexacourtis este un asteroid din centura principală de asteroizi.

## Descriere
22942 Alexacourtis este un asteroid din centura principală de asteroizi. A fost descoperit pe 13 octombrie 1999 la Socorro, New Mexico, în cadrul proiectului LINEAR. Asteroidul prezintă o orbită caracterizată de o semiaxă mare de 2,71 ua, o excentricitate de 0,10 și o înclinație de 4,2° în raport cu ecliptica.